# Matthias Koch (Verleger)
Matthias Koch (* 1943 in Dresden) ist ein deutscher Verleger und Gesellschafter des Berliner Aufbau-Verlages.

## Leben
Matthias Koch besuchte das Felix-Klein-Gymnasium in Göttingen und studierte anschließend Germanistik, Romanistik und Theaterwissenschaft zunächst in Göttingen, dann in Köln und zuletzt, unterbrochen von zwei Auslandssemestern an der Pariser Sorbonne, an der Freien Universität Berlin. 1970 legte er vor dem Wissenschaftlichen Landesprüfungsamt West-Berlin die Erste Staatsprüfung für das Amt des Studienrats ab.
Koch arbeitete bis zur Pensionierung als Lehrer in Mülheim an der Ruhr und lebte dort gemeinsam mit seiner Frau Ingrid Koch, die ebenfalls Lehrerin ist. Schon seit Ende der 1990er-Jahre hatte die Familie das Vermögen, das aus der beruflichen Tätigkeit der Väter stammte, im Wohnungsmarkt des geeinten Berlins angelegt. Der nächste Schritt war nach Aussage Kochs die Entwicklung einer Gewerbeimmobilie, die einen Kulturschwerpunkt unter den Nutzern haben sollte. In dieser Situation übernahm Koch 2008 den Aufbau-Verlag, der seit 2011 seinen Sitz im eigens dafür gebauten Aufbau Haus am Moritzplatz in Berlin-Kreuzberg hat. Der Bau dieses „Kreativzentrums“ kostete rund 20 Millionen Euro. Koch wechselte Anfang 2014 die Führungsspitze des Verlages aus: Gunnar Cynybulk machte er zum Leiter Literatur und Reinhard Rohn zum Leiter Unterhaltung.
Eine Idee Kochs war es, den Aufbau- und den Eichborn Verlag unter einem Dach zu vereinen. Nach seiner Idee sollte Aufbau mit seiner Ostgeschichte und seiner Nachwende-Mischung aus Hochliteratur und „Bestsellerei“ sich mit Eichborn, mit seinen Wurzeln in der Frankfurter Spontiszene und einem Programm aus guten Sachbüchern und der „Anderen Bibliothek“, ergänzen. Koch wollte Eichborn nach Berlin holen und als programmatisch unabhängigen Verlag erhalten. Aber die Verhandlungen scheiterten Anfang April 2011. Der Eichborn-Vorstand hatte bereits Kündigungen ausgesprochen, die fehlerhaft waren und Koch weigerte sich, die daraus entstehenden Kosten zu übernehmen. Man konnte sich nicht neu einigen.
Der Inhaber und Geschäftsführer des Aufbau-Verlags bekam am 28. November 2018 das Verdienstkreuz am Bande des Verdienstordens der Bundesrepublik Deutschland überreicht.